# Пам'ятник Сергію Параджанову (Київ)
Па́м'ятник Сергі́ю Параджа́нову — пам'ятник режисеру, народному артисту України Сергію Параджанову; встановлений в 1997 році в Києві на території кіностудії ім. Олександра Довженка на майданчику біля одного з центральних корпусів. Автор — скульптор Богдан Мазур.
Сергій Параджанов, вірменин за походженням, майже двадцять років жив і працював в Україні. Своїм геніальним фільмом «Тіні забутих предків», знятим за однойменною повістю Михайла Коцюбинського, митець приніс світову славу українському кіно. Серед інших фільмів, створених режисером у період роботи на Кіностудії ім. Довженка: «Думка», «Наталія Ужвій», «Золоті руки» (1957), «Перший парубок» (1958), «Українська рапсодія» (1961), «Квітка на камені» (1962, у співавторстві). У 1964—1965 роках Параджанов працював над сценарієм фільму «Київські фрески», однак його зйомки були заборонені.

## Опис
Пам'ятник являє собою бронзову архітектурно-скульптурну композицію (висотою 3,5 метри), розміщену на прямокутному бронзовому постаменті та стилобаті з бетону. Три гранчасті колони підтримують скульптурний рельєф, у загальному абрисі якого присутні мотиви класичної архітектури: арки, волюти іонічного ордера та ін.
У центрі скульптури — горельєфний портрет Сергія Параджанова. Під горельєфом в аркових нішах розміщені погруддя головних персонажів фільму «Тіні забутих предків» Івана та Марічку, ролі яких зіграли Іван Миколайчук та Лариса Кадочникова. З тильного боку скульптури зображено жінку в середньовічному вірменському вбранні та хлопчика у довгій сорочці — персонажів фільмів Параджанова «Колір граната» (1969) та «Ашик-керіб» (1988). На постаменті на бронзовій накладній дошці міститься напис з присвятою.

Тильна сторона пам'ятника
Фрагмент тильної сторони пам'ятника

## Відзнаки
За пам'ятники Сергію Параджанову в Києві та «Ангел скорботи» у Хмельницькому скульптор Богдан Мазур у 1999 році отримав Малу Шевченківську премію.